# Takakia
Die Moosgattung Takakia umfasst zwei Arten mit hauptsächlich asiatischer Verbreitung und bildet alleine die Unterabteilung Takakiophytina. Aufgrund der einzigartigen Kombination von Merkmalen der Lebermoose im Gametophyten und solchen der Laubmoose im Sporophyten steht die Gattung systematisch sehr isoliert.

## Merkmale
Diese Moose besitzen unterirdische Stolonen, Stämmchen ohne Rhizoide und mit Zentralstrang. Die Blättchen sind in vier Zellreihen geteilt und stehen in drei Reihen. Die Pflanzen besitzen Schleimhaare. Eine Art wächst nicht mit einer Scheitelzelle, sondern mit einem Apikalmeristem.
Die Chromosomenzahl beträgt n = 4.
Die Gattung besitzt sowohl Merkmale der Laubmoose wie der Lebermoose.
Lebermoos-Charakteristika
- Zentralstrang in der Seta
- Hydroiden im Stämmchen
- Die Blättchen sind einzellreihig aufgespalten
- Rhizoide fehlen
- Vorhandensein von Stolonen
- Schleimpapillen

Die meisten Lebermoos-Merkmale treten also im Gametophyten auf.
Laubmoos-Charakteristika
- Schwach entwickelte Columella
- Mützenförmige Kalyptra
- Die Sporen werden nach der Seta gebildet
- Der Sporophyt ist ausdauernd
- Ultrastruktur der Spermatozoiden
- Entwicklung der Antheridien
- Entwicklung des Sporophyten
- Zellnetz der Lamina der Blättchen
- Öltropfen statt Ölkörper
- Gametophyt-Sporophyt-Verbindung

Die meisten Laubmoos-Merkmale treten im Sporophyten auf.

## Evolution
Takakia steht den Lebermoosen und Laubmoosen evolutionär betrachtet sehr nahe. Im Jahr 2021 wurde das komplette Genom der Plastiden von T. lepidozioides ermittelt. Hierbei wurde eine große genetische Vielfalt festgestellt. Es handelt sich um die größte Ansammlung von Genen innerhalb der Plastiden von Moosen und enthält vermutlich die ursprünglichsten Merkmale der Plastiden von Moosen.
Im Jahr 2023 wurde das gesamte Genom von T. lepidozioides entschlüsselt. Demnach ist es die älteste lebende evolutionäre Schwestergruppe aller übrigen Moose und steht somit nah an dem Ursprung aller anderen Landpflanzen.

## Systematik
Die Gattung besteht aus zwei Arten:
- Takakia ceratophylla (Mitten) Grolle – Areal vom Himalaya und Borneo über Japan bis British Columbia
- Takakia lepidizoides S. Hatt. & Inoue – Japan

Die systematische Stellung der Gattung ist noch nicht abschließend geklärt. Ein Grund ist, dass die Gattung erst 1951 anhand eines sterilen Gametophyten erstmals beschrieben wurde. Erst die Entdeckung von Archegonium klärte die Stellung als Moos. Zunächst wurde die Gattung zu den Calobryales innerhalb der Lebermoose gestellt. Erst seit 1988 sind Antheridien bekannt, der erste Sporophyt wurde 1990 gefunden. Aufgrund der Tatsache, dass die Kapsel sich mit einem Längsschlitz öffnet, wurde Takakia dann als Unterklasse zu den Andreaeopsida gestellt. Heute gilt sie als eigene Unterabteilung Takakiophytina.